# Найджел Де Брулир
Найджел Де Брулир (настоящие имя и фамилия — Фрэнсис Джордж Пакер) (англ. Nigel De Brulier; 8 июля 1877, Бристоль, Англия — 30 января 1948, Лос-Анджелес, Калифорния, США) — американско- британский актёр театра и кино.

## Биография

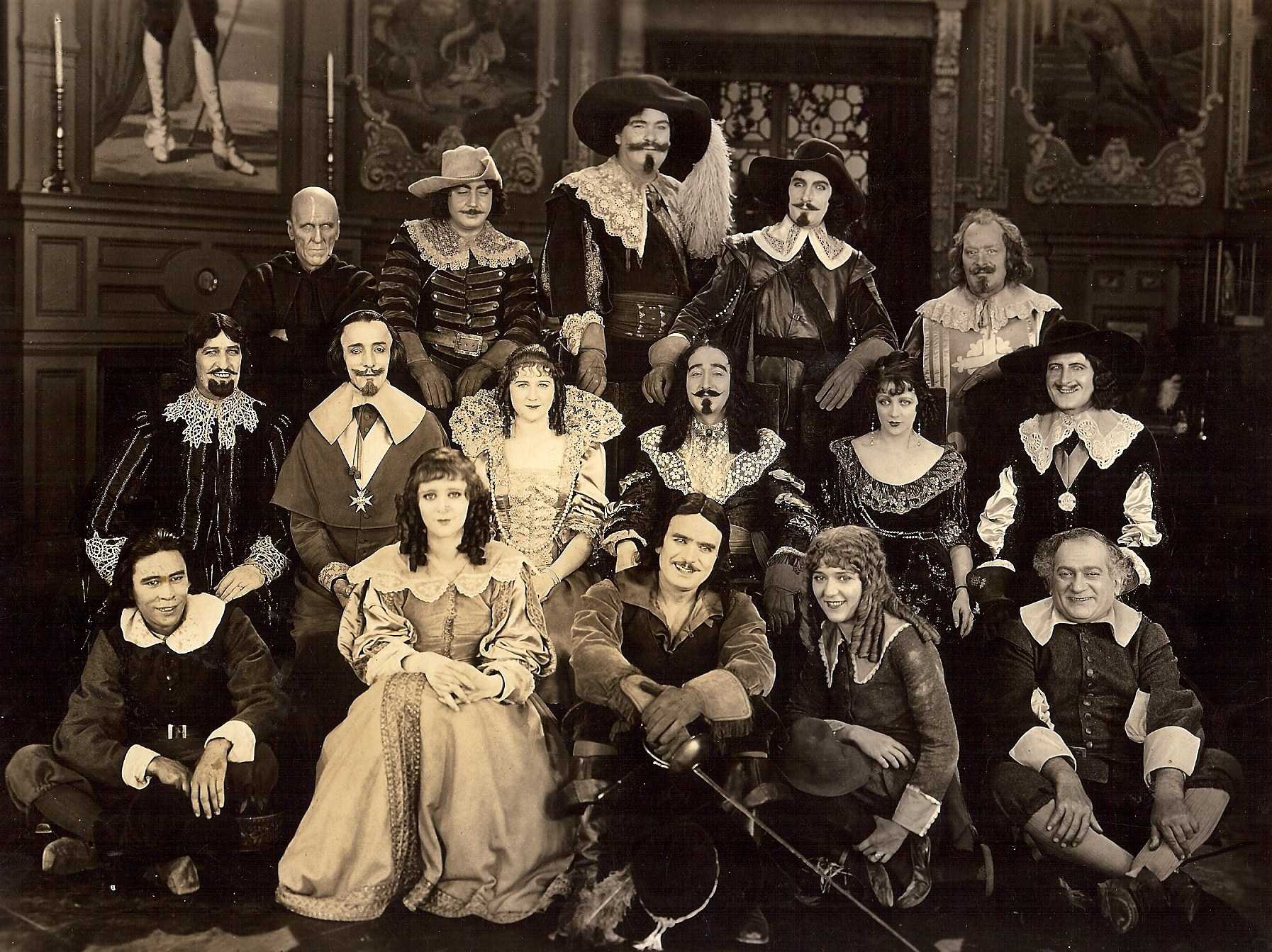
Актёрский коллектив фильма «Три мушкетера» (1921). Найджел Де Брулир во втором ряду второй слева (кардинал Ришельё)

Свою творческую карьеру начал, как театральный актёр в английских театрах. После переезда в США начал карьеру киноактёра. Дебютировал в немом фильме «Погоня за призраком» в 1914 году. В 1915 году снялся в фильме «Призраки» по пьесе Генрика Ибсена.
Вскоре стал успешным хара́ктерным актёром, который благодаря своей яркой внешности часто играл епископов, судей или других видных государственных деятелей. В основном, снимался в литературных адаптациях.
В 1920-х годах играл второстепенные роли в ряде известных американских фильмов того времени. Самой известной его ролью был кардинал Ришельё, которую он сыграл в четырёх фильмах: «Три мушкетера» (1921), «Железная маска» (1929), «Три мушкетера» (1935) и «Человек в железной маске» (1939).
За свою карьеру снялся в 120 фильмах.
Похоронен на кладбище в г. Глендейл (Калифорния).

## Избранная фильмография
- The Pursuit of the Phantom (1914) — поэт
- The Hypocrites (1915) — Человек в церкви (в титрах не указан)
- The Spanish Jade (1915) — Дон Луис
- Ghosts (1915) — Пастор Мандерс (в титрах не указан)
- The Dumb Girl of Portici (1916) — Отец Франциско
- Ramona (1916) — Фелипе Морено
- Pasquale (1916) — Банкир
- Purity (1916) — Тортон Дарси
- Нетерпимость (1916) — Экстра (в титрах не указан)
- Женщина Жанна (1916) — Мужчина на судебном заседании (в титрах не указан)
- The Voice on the Wire (1917, сериал) — Профессор Дюваль
- The Bond Between (1917) — Феоле Зельнар
- The Gray Ghost (1917, сериал) — Жак
- Triumph (1917) — Горожанин (в титрах не указан)
- The Mystery Ship (1917) — Джеймс Ли, отец Бетти
- The Kaiser, the Beast of Berlin (1918) — капитан фон Нейгле
- Me und Gott (1918) — Пацифист
- Kultur (1918) — Данило
- The Romance of Tarzan (1918) — священник
- The Testing of Mildred Vane (1918) — Мэтью Вэйн
- The Girl o' Dreams (1918) — Филипп Флетчер
- The Boomerang (1919) — Антонио Джанноне
- Sahara (1919) — Мустафа
- The Right to Happiness (1919) — член российского суда (в титрах не указан)
- The Mystery of 13 (1919, сериал) — Рауль Феррар
- The Hawk’s Trail (1919)
- Flames of the Flesh (1920) — Анри Леланд
- The Virgin of Stamboul (1920) — капитан Кассан
- The Mother of His Children (1920) — Хаджи
- That Something (1920)
- His Pajama Girl (1920) — Мануэль Лопес
- The Dwelling Place of Light (1920) — Джеймс Рольф
- Четыре всадника Апокалипсиса (1921) — Чернов
- Cold Steel (1921) — Мартинес
- Without Benefit of Clergy (1921) — Пир Хан
- Три мушкетера (1921) — кардинал Ришельё
- Глупые жёны (1921) — Монах (в титрах не указан)
- A Doll’s House (1922) — доктор Рэнк
- Саломея (1923) — пророк Иоканаан
- Omar the Tentmaker (1922) — Низам Хайдарабада
- Rupert of Hentzau (1923) — Герберт
- The Eleventh Hour (1923) — Мордехай Ньюман
- Горбун из Нотр-Дама (1923) — Клод Фролло
- Сент-Элмо (1923) — преподобный Алан Хаммонд
- Wild Oranges (1924)
- Three Weeks (1924) —  Дмитрий
- A Boy of Flanders (1924) — Джехан Даас
- Mademoiselle Midnight (1924) —  доктор Санчес
- A Regular Fellow (1925) — революционер
- Бен-Гур: история Христа (1925) — Симонид
- Старый мореход (1925) — Капитан
- Yellow Fingers (1926) — Раджа Джагор
- The Greater Glory (1926) — доктор Герман фон Берг
- Дон Жуан — Маркиз Ринальдо
- The Beloved Rogue (1927) — Астролог
- Крылья (1927) — Крестьянин (в титрах не указан)
- Лакированный парень (1927) — французский врач
- Soft Cushions (1927) — Нотариус
- Surrender (1927) — раввин Мендель Лион
- Моя любимая девушка (1927) — разносчик карандашей (в титрах не указан)
- Гаучо (1927) — Священник
- Two Lovers (1928) — Вильгельм I Оранский
- The Red Dance (1928) — Епископ (в титрах не указан)
- The Divine Sinner (1928) — министр полиции
- Loves of an Actress (1928) — Самсон
- Me, Gangster (1928) — датчанин Луи
- Ноев ковчег (1928) — солдат / верховный жрец
- Железная маска (1929) — кардинал Ришельё
- Thru Different Eyes (1929) — Мейнард
- The Wheel of Life (1929) — Церинг, лама
- Зелёная богиня (1930) — жрец в храме
- Redemption (1930) — Петушков
- Moby Dick (1930) — Элайджа
- Son of India (1931) — Рао Рама
- Alias the Doctor (1932) — Беттор (в титрах не указан)
- Miss Pinkerton (1932) — коронер Джеймс А. Клемп
- Chandu the Magician (1932) — учитель йоги (в титрах не указан)
- Распутин и императрица (1932) — священник (в титрах не указан)
- The Monkey’s Paw (1933) — индийский факир (в титрах не указан)
- Life in the Raw (1933) — Мактавиш
- I’m No Angel (1933) — Раджа (в титрах не указан)
- The House of Rothschild (1934)— офицер (в титрах не указан)
- Вива, Вилья! (1934) — судья (в титрах не указан)
- Charlie Chan in Egypt (1935) — Эдфу Ахмед, слуга семьи Арнольдов
- Три мушкетера (1935) — кардинал Ришельё
- Повесть о двух городах[англ.] — аристократ (в титрах не указан)
- Robin Hood of El Dorado (1936)— священник на свадьбе (в титрах не указан)
- Half Angel (1936) — доктор Холл
- Down to the Sea (1936) — Деметриус
- Сан-Франциско (1936) — старик, выживший при землетрясении (в титрах не указан)
- Мария Шотландская (1936) — судья
- The Garden of Allah (1936) — монастырский учитель (в титрах не указан)
- White Legion (1936) — Отец Гонсалез
- The Last Train from Madrid (1937) — философ (в титрах не указан)
- The Californian (1937) — дон Франсиско Эскобар
- Zorro Rides Again (1937, сериал)— Дон Мануэль Вега
- Мария-Антуанетта (1938) — Архиепископ Кристоф де Бомон (в титрах не указан)
- Собака Баскервилей (1939) — каторжник
- Zenobia (1939) — горожанин (в титрах не указан)
- Человек в железной маске (1939) — кардинал Ришельё
- Mutiny in the Big House (1939) — осуждённый Майк Фалери
- Heaven with a Barbed Wire Fence (1939) — русский священник (в титрах не указан)
- Tower of London (1939) — Архиепископ часовни Святого Иоанна (в титрах не указан)
- The Mad Empress (1939) — Отец Фишер
- Viva Cisco Kid (1940) — старик Моисей
- Миллион лет до нашей эры (1940) — Пейтоу
- Приключения Капитана Марвела (1941, Serial) —  Шазам
- For Beauty’s Sake (1941) — Брат
- Wrecking Crew (1942) — Отец Захарий
- The Adventures of Smilin' Jack (1943) — Ло Сан
- Tonight We Raid Calais (1943) — Дантон